# ジオストーム (ゲーム)
『ジオストーム』 (GeoStorm) は、アイレム株式会社が制作、1994年に稼動したアーケード用アクションシューティングゲーム。全5ステージで、2人同時プレイ可能。
同時期の『ドリームサッカー94』とともに、旧アイレム最後のアーケードゲーム作品である。

## 概要
アイレムの制作したアーケード・スーパーファミコン用アクションゲーム『ガンフォース』の続編的作品に当たる。また、本作はD.A.S（デストロイ・アンド・サツジン）シリーズの1作でもあり、主人公の敵対者は『海底大戦争 (ゲーム)』と『アンダーカバーコップス』と同じである。
海外では『ガンフォース2』の名称で発売されている。『ガンフォース』同様、半ば『魂斗羅』風な雰囲気を持つ。
システムも『ガンフォース』のものを継承し、捕虜救出、勲章、敵撃破率などいくつか追加したシステムもある。ストーリー設定はD.A.Sにさらわれた女性たちを救うというもので、それ以上の深い設定は特に無い。使用されている音楽は『アイレム・エアデュエル』のアレンジがほとんどを占める。
8方向レバーと攻撃ボタン、ジャンプボタンをつかって操作する。武器は残弾制のメインウェポンと、固定枠のサブウェポンの2つがあり、ボタンを押すことで両方を同時に発射する。メインウェポンは「マシンガン」「レーザー」「火炎放射」「スプレッド」の4種類ありレバーを倒した方向に放つことができ、弾丸補給アイテムで残弾の補充も可能。別のアイテムでパワーアップや、ブースト（超絶パワーアップ）も可能。サブウェポンはマシンガン1つのみで上下左右の方向に放つことができる。
前作同様、ステージ途中で搭乗可能な乗り物が複数種ある。

## 移植版
| No. | タイトル                  | 発売日         | 対応機種                                             | 開発元          | 発売元                             | メディア                                       | 備考                                |
| --- | ------------------------- | -------------- | ---------------------------------------------------- | --------------- | ---------------------------------- | ---------------------------------------------- | ----------------------------------- |
| 1   | アイレムコレクションVol.2 | 2024年11月28日 | Nintendo Switch PlayStation 5 PlayStation 4 Xbox One | RATALAIKA GAMES | Tozai Games ININ Games(Xbox One版) | ダウンロード Switch専用ゲームカード UHD BD-ROM | 日本版、海外版『GunForce II』を収録 |

## 評価
パソコンゲーム雑誌の編集者である前田尋之の公式サイト「電脳世界のひみつ基地」において、ライターの稲波はステージ内にあるあらゆるものが壊せる爽快感がたまらないと評価すると同時に、物が壊れすぎて敵の姿が見えなくなる時があると指摘している。また、稲波は一部のボスキャラクターが『R-TYPE』に出てきそうな生物的なデザインをしていると指摘している。

## 後世への影響
その後、本作の開発チームはナスカに移籍し『メタルスラッグ』の開発に携わる。当初同作はシューティングゲームとして開発されており、同作にのスタッフである濱田慎一は山村智美との対談の中で、本作を含むアイレムの作品群からの影響があったことを指摘している。